# 煮蛙效應

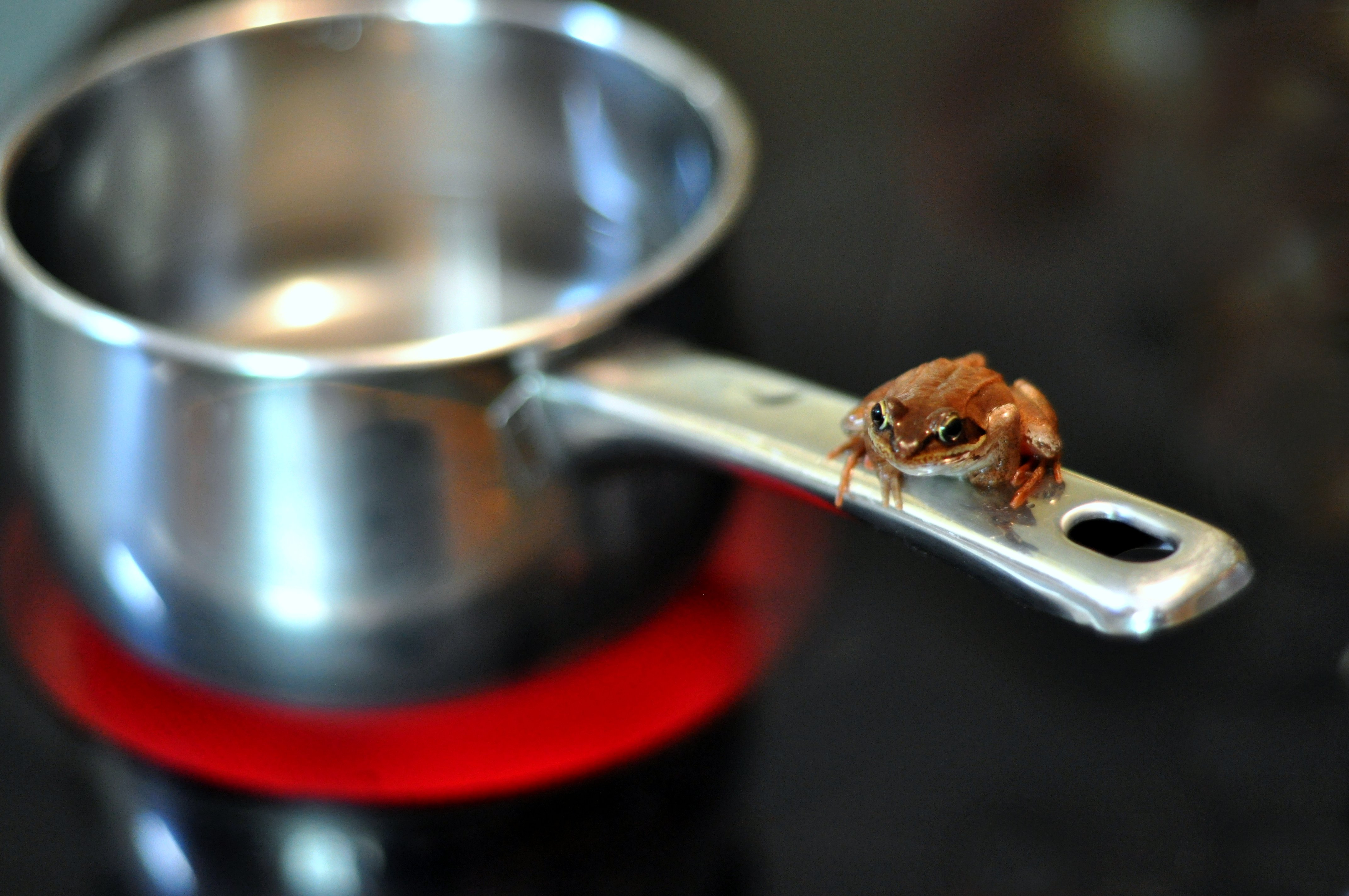
一只坐在锅柄上的青蛙

煮蛙效应（或温水煮青蛙）源于一只青蛙被慢慢煮死的故事。其论述为如果将一只青蛙放进沸水中，它会跳出来，但如果将它放进冷水中慢慢加热，将会察觉不到危险而被煮死，这个故事经常被用来比喻人们不能或不愿注意逐渐产生的威胁或对此作出反应。 
虽然一些19世纪的实验显示，如果加热足够缓慢，那么论述属实，然而根据现代生物学家的研究发现这个论述是错误的：如果把青蛙放入水中逐渐加热，它依然会跳出。

## 科学
作为推动科学发展的一部分，在十九世纪时，曾有人做过一些逐渐加热水，然后观察青蛙反应的实验。1869年，为了寻找「灵魂所在的地方」，德国生理学家弗里德里希·戈尔茨实验并证明，被取出大脑的青蛙会停留在逐渐加热的水中，而身体结构完整的青蛙则在水温达到25°C时试图跳出逐渐加热的水中。
其他的实验表明，青蛙并没有试图跳出逐渐加热的水中。1872年海茵茨曼（Heinzmann）论证了如果水慢慢加热，那么一个正常的青蛙将不会试图逃跑，并在1875年被弗拉切尔（Fratscher）证明。
戈尔茨在10分钟内，将水的温度从17.5°C加热到56°C，水温平均每分钟上升3.8°C，他的实验表明正常的青蛙试图逃跑；而海茵茨曼（Heinzmann）将青蛙从大概21°C加热到37.5°C，速率小于每分钟0.2°C。在“由温度变化引起反射刺激改变的青蛙（On the Variation of Reflex Excitability in the Frog induced by changes of Temperature,1882）”威廉·汤普森·塞奇威克写道：“在一次实验中温度以每秒0.002℃的速度升高，两个半小时后青蛙就一动不动，一命呜呼了”。
1888年塞奇威克（Sedgwick）解释了在这些实验中使用不同的加热速率得到不同的结果之间明显的矛盾：“真相似乎是如果加热足够缓慢，那么即使是正常的青蛙也不会产生运动反射；如果速率更快一些，发生在足以被称为“缓慢”的速率，在任何情况下也不会获得正常青蛙的反应”。
现代声音倾向于否认这种现象是真的。 1995年，哈佛大学生物系教授道格拉斯·A·梅尔顿说：“如果你把一只青蛙放到沸水中，它不会跳出，而会死亡。如果你把它放到冷水中，它会在水变热之前跳出——它们不会坐以待毙。”美国国立自然历史博物馆两栖爬行动物馆馆长乔治·R·祖格（George R. Zug）博士也斥驳了这种说法“如果青蛙有逃走的手段，它一定会全身而退。”
在2002年，俄克拉何马大学动物学退休教授维克托·H·哈金森（Victor H. Hutchison）说：“传言完全不正确！”。他描述称许多蛙类的最大承受温度已经被现代实验研究确定：如果水以每分钟2°F或1.1°C加热，如果青蛙所处容器可以使青蛙跳出，青蛙会因设法逃离而变的越来越来活跃，并最终跳出。

## 引用

### 比喻
温水煮青蛙的故事通常用以比喻告诫人们要注意逐渐产生的变化，免得最终落得个悲惨的下场。它被视为滑坡谬误的一类论据说法，作为对蔓延常态的警示。它也被用于商业上以加强需要逐渐接受变化的观念。相反，“温水煮青蛙综合症”这个描述有时会被用来作为维持现状的阴谋陷阱的简略表达。
这个故事被多次引用被用来说明广泛不同的观点。包括：在1960年冷战时期对苏联的同情；1980年关于生存主义者认为文明将会崩溃；在20世纪90年代关于应对气候变化和停止家庭暴力。它也被自由主义者用以警告公民权利被缓慢侵蚀。
在1996年小说B的故事中，环保作家丹尼尔·奎因用了一个章节使用温水煮青蛙作为比喻来描写人类历史，人口增长和粮食过剩。在1997年灾难电影烈焰狂峰中皮尔斯·布鲁斯南饰演的哈利·道尔顿（Harry Dalton）在参考积累的火山复苏的征兆分析时提到了这个效应。阿尔·戈尔在一期纽约时报使用一版社论对页版刊登这个故事，在他的演讲和2006年电影难以忽视的真相中用这个故事来描述对全球变暖的无知，在电影中青蛙在受到伤害之前获救。此引用被作家兼导演乔恩·库克西在他2010年喜剧纪录片的名称如何煮青蛙参照讽刺。
克里斯托弗·布鲁克迈尔（Christopher Brookmyre）使用“煮青蛙（Boiling a Frog）”作为他小说的标题，小说使用使用逐渐加深的政治腐败作为背景以达到恐怖的效果。
法律教授和法律评论员尤金·沃洛克在2003年评论道不管现实中的青蛙会作何行为，煮水煮青蛙的故事作为比喻很有用，并将它和鸵鸟将头埋在沙子里的比喻做比较。诺贝尔经济学奖获得者和纽约时报社论对页版撰稿人保罗·克鲁格曼在2009年7月的专栏上引用故事作为比喻，同时指出现实中的青蛙会有不同的表现。自2006年以来记者詹姆斯·法洛斯一直倡导人们停止复述这个故事，称它为一个“愚蠢的谣传”和“迷思”。但是在克鲁格曼的专栏中，他描述“煮青蛙之前的宁静”并表示这个故事是好故事，不过前提是引用者得指出这个故事纯属虚构。

### 哲学
在哲学中煮青蛙的故事被用来作为连续体谬误的一种解释。它描述从假设的一堆沙中移除沙子，一次移除一粒，是否有当它不能再被定义为一个堆的特定点。

## 扩展阅读
- Sedgwick, William. . Baltimore, Maryland: N. Murray, Johns Hopkins University. July 1888.
- Offerman, Theo.  (PDF). February 12, 2010  [2016-03-15]. （原始内容存档 (PDF)于2016-03-26）.